# Darker Days Ahead
Darker Days Ahead ist das zweite Studioalbum der amerikanischen Band Terrorizer. Es erschien 17 Jahre nach dem Debütalbum World Downfall, das als Meilenstein des Grindcore gilt. Mit Darker Days Ahead änderte die Band ihre musikalische Ausrichtung vom klassischen Grindcore hin zum Deathgrind.

## Entstehung
Nach Erscheinen des 1989er Debütalbums widmete sich Gitarrist Jesse Pintado mehr seiner Hauptband Napalm Death, während sich Schlagzeuger Pete Sandoval und Bassist David Vincent auf Morbid Angel fokussierten. Sänger Oscar Garcia hingegen kehrte der Musik den Rücken widmete sich Job und Familie. Trotzdem blieben Pintado und Sandoval stets in Kontakt, jammten gemeinsam alte Stücke von Terrorizer und schrieben neues Material. Mitte der 2000er Jahre waren genügend Stücke für ein vollständiges Album zusammengekommen. Die Besetzung von Terrorizer wurde mit Sänger Anthony Rezhawk (Resistant Culture) und Tony Norman (ex-Monstrosity) vervollständigt. Nach Verhandlungen mit verschiedenen Plattenlabels gaben Century Media und Terrorizer Anfang 2006 den Abschluss eines Plattenvertrages bekannt und kündigten das Album für den Sommer 2006 an. Die Aufnahmen zum Album fanden nicht im Morrisound statt, sondern im DOW Studio in Florida und wurde von Juan Gonzales (u. a. Morbid Angel, Christian Death) produziert.
Auf dem Album sind neben neuen Stücken neu eingespielte Versionen von Demos wie Mayhem, Crematorium und Fallout, deren Originalversionen nach Meinung von Pintado so schlecht aufgenommen waren, dass die Band sie auf dem Album in zeitgemäßem Sound präsentieren wollte. Weiterhin befindet sich auf dem Album eine Neueinspielung des bereits auf World Downfall vertretenen Dead Shall Rise. Die für das Album neu entstandenen Lieder wurden von Jesse Pintado und Pete Sandoval geschrieben. Nur wenige Tage nach Veröffentlichung von Darker Days Ahead verstarb Pintado am 27. August 2006.

## Kritiken
Das Album wurde überwiegend positiv aufgenommen. Eduardo Rivadavia von Allmusic bescheinigte dem Album, dass es keinen Fan des Debüts enttäuschen werde und dass es für neue Hörer eine Art Grindcore-Lektion darstelle. Frank Albrecht vom Rock Hard schrieb, dass es Terrorizer mit Darker Days Ahead recht gut gelungen sei, dem „Überwerk von 1989 möglichst nahe zu kommen“. Er beschreibt die Musik als Mischung aus dem simplen Death Metal von Bands wie Massacre, der technischen Finesse von Morbid Angel und dem Grindcore von Napalm Death. Michael Edele von laut.de meinte, dass das Album dem Klassiker World Downfall in nichts nachstehe, schrieb aber auch, dass das Album nicht schlecht, aber auch „irgendwie unnötig“ sei. Ähnlich kritisch sah es das Twilight Magazin und schrieb, dass sich beim Hören des Albums schnell Ernüchterung eingestellt habe, zwar sei Darker Days Ahead „zweifelsohne eine tolle Death-Metal/Crindcore Scheibe“, es fehle allerdings die „unverkampfte Frische“ des Debütalbums.

## Titelliste
1. Inevitable [intro] – 1:03
2. Darker Days Ahead – 3:46
3. Crematorium – 3:54
4. Fallout – 3:48
5. Doomed Forever – 3:23
6. Mayhem – 3:57
7. Blind Army – 3:06
8. Nightmare – 3:42
9. Legacy of Brutality – 2:25
10. Dead Shall Rise V.06 – 3:32
11. Victim of Greed – 4:11
12. Ghost Train [outro] – 2:35